# Monopis altivagans
Monopis altivagans är en fjärilsart som beskrevs av Edward Meyrick 1938. Monopis altivagans ingår i släktet Monopis och familjen äkta malar.
Artens utbredningsområde är Kongo-Kinshasa. Inga underarter finns listade i Catalogue of Life.